# Linia kolejowa Tartu – Valga
Linia kolejowa Tartu – Valga – linia kolejowa w Estonii łącząca stację Tartu ze stacją Valga.
Linia na całej długości jest niezelektryfikowana i jednotorowa.

## Historia
Linia powstała w XIX w.. Początkowo leżała w Imperium Rosyjskim, w latach 1918 - 1940 położona była w Estonii, następnie w Związku Sowieckim (1940 - 1991). Od 1991 ponownie znajduje się w granicach niepodległej Estonii.